# Зверева, Наталия Ивановна
Ната́лия Ива́новна Зве́рева (род. 12 июня 1970, Москва) — российский общественный деятель, менеджер, экономист. Эксперт в области социального предпринимательства, директор фонда «Наше будущее». Кандидат экономических наук (2021).

## Биография
В 1992 году окончила Московский институт прикладной биотехнологии по специальности «экономист», обучалась в РГУ им. Плеханова.
С 1993 по 1996 год работала открытом акционерном обществе «НИКойл» главным бухгалтером, позже была директором Департамента экономики и финансов. С 2005 по 2007 год — советник председателя правления и руководитель Службы советников по управлению инвестиционными рисками в банке «Уралсиб».
В 2007 году возглавила основанный бизнесменом Вагитом Алекперовым фонд региональных социальных программ «Наше будущее», который стал одним из первых частных фондов в России, помогающих в создании собственного бизнеса инвалидам, многодетным семьям, воспитанникам детских домов.
В качестве эксперта по социальному предпринимательству на 2018 год принимает участие в работе профильных организаций и мероприятий:
- Член Совета по развитию социальных инноваций субъектов Российской Федерации при Совете Федерации Федерального Собрания РФ (с июля 2015 года)[6].
- Член экспертного совета АНО «Агентство стратегических инициатив по продвижению новых проектов».
- Член рабочей группы по разработке дорожной карты «Поддержка доступа негосударственных организаций к предоставлению услуг в социальной сфере»[7].
- Спикер международного инвестиционного форума «Сочи» и Петербургского международного экономического форума в рамках дискуссий по социальному предпринимательству (с 2013 года)[8].
- Член Попечительского совета независимой национальной премии в области деловой журналистики «Медиа-Капитал»[3].
- Член экспертного совета Агентства стратегических инициатив (АСИ)[9].

В октябре 2013 года участвовала во встрече предпринимателей с кабинетом министров и Дмитрием Медведевым.
В 2015 году издательством Альпина Паблишер было выпущено учебное пособие «Создание успешного социального предприятия» авторства Наталии Зверевой.
Статьи Зверевой публиковались в журналах «Эксперт», Forbes, газетах «Ведомости», «Частный корреспондент» и других изданиях.
5 марта 2019 года Наталия Зверева приняла участие в парламентских слушаниях законопроекта о социальном предпринимательстве в России. В тот же день законопроект был принят Государственной думой в первом чтении (вступил в силу в июле 2019 года).
В конце 2019 года фондом «Наше будущее», при поддержке Министерства экономического развития Российской Федерации, была опубликована в открытом доступе книга «Атлас практик развития социального предпринимательства субъектами РФ», авторства Наталии Зверевой. На 2020 год запланировано издание печатной версии книги.
25 ноября 2020 года Наталия Зверева приняла участие в заседании Совета по развитию социальных инноваций субъектов РФ при Совете Федерации. В рамках своего доклада она внесла ряд предложений по дальнейшему развитию инфраструктуры государственной поддержки социального предпринимательства в России.
В 2021 году защитила диссертацию на соискание степени кандидата экономических наук по теме «Модель создания и организационно-экономический механизм функционирования институтов развития социального предпринимательства» (научный руководитель д.э.н. С. Г. Фалько).
В 2014 году вошла в состав общественного совета АНО «Международный нумизматический клуб».
В 2022 году вошла в состав попечительского совета Государственного музея Востока.
Входит в состав рабочей группы по профессиональным стандартам и координации деятельности советов по профессиональным квалификациям Национального совета при Президенте РФ по профессиональным квалификациям. Выступила инициатором разработки профессионального стандарта и, являясь директором фонда возглавила работу фонда «Наше будущее», как ответственной организации-разработчика, по разработке профессионального стандарта «Специалист по управлению проектами социального воздействия, мониторингу, контролю и оценке социальных эффектов деятельности организаций» (утверждён Министерством труда и социальной защиты РФ и вступает в силу с 1 сентября 2025 года).

## Награды
- Орден Преподобной Евфросинии, великой княгини Московской III степени (2024)[27].
- Благодарность Федерального казначейства России (2025) «за активное содействие Федеральному казначейству в установленной сфере деятельности»[28].
- Благодарность Министерства науки и высшего образования РФ (2024) за развитие научной деятельности и образования[29].
- Благодарность Министерства финансов РФ (2024) за вклад в реализацию государственной политики в сфере бюджетной методологии и качества госуслуг, а также за акселерационную программу «Аксель. Соцзаказ», созданную фондом «Наше будущее»[29].
- Благодарность мэра Москвы (2024) за большой вклад в развитие социального предпринимательства и реализацию значимых городских проектов[30].
- Благодарность от Союза социальных предпринимателей (2023) за финансовую помощь в организации проведения Слёта социальных предпринимателей ЦФО «Объединиться нельзя конкурировать».
- Благодарность председателя Совета Федерации Федерального собрания Российской Федерации В. И. Матвиенко (2023) за большой вклад в развитие социального предпринимательства и многолетнюю добросовестную работу.
- Национальная премия «Великие люди великой России» (2016)[31].
- Грамота Торгово-промышленной палаты Российской Федерации за вклад в развитие социального предпринимательства (2016)[32].
- Медаль святого благоверного князя Даниила Московского «За труд во славу Святой Церкви» (2008)[3].

## Некоторые публикации
Книги
- Зверева Н. И. Мировой опыт развития импакт-инвестиций. — М.: Фонд региональных социальных программ «Наше будущее», 2020. — 40 с.
- Зверева Н. И. Атлас практик развития социального предпринимательства. — М.: Фонд региональных социальных программ «Наше будущее», 2019. — 65 с. — ISBN 978-5-9500811-1-8.
- Зверева Н. И. Создание успешного социального предприятия. — М.: Альпина Паблишер, 2015. — 155 с. — ISBN 978-5-9614-4897-9.

Статьи
- Зверева Н. И. Социальное предпринимательство в России выходит на новый этап развития // Российская газета — Спецвыпуск: Образование и карьера. — 2025. — 5 марта (№ 47(9586)).
- Зверева Н. И. Социальное предпринимательство – путь к новой экономике. Ведомости (15 марта 2023).
- Зверева Н. И. Как делать бизнес и спасать мир одновременно. Взгляд  (27 мая 2019). Дата обращения: 6 июня 2019.
- Зверева Н. И. «Бизнес в идеале». Кто такие социальные предприниматели. ТАСС (26 марта 2019). Дата обращения: 30 марта 2019.
- Зверева Н. И. 38 частных музеев, 3 млн туристов в год. Как пастила и калачи изменили Коломну. Секрет фирмы (19 ноября 2018).
- Зверева Н. И. Социальный бизнес остро нуждается в поддержке // Forbes. — 2018. — 3 ноября.
- Зверева Н. И. Потенциал управления развитием социального предпринимательства и инвестирования в России // Вестник Академии. — 2018. — № 2. — С. 54—62.
- Зверева Н. И. Генезис понятия «социальное предпринимательство» в России и в других странах мира // Вестник Академии. — 2017. — Т. 2, № 3. — С. 35—45.
- Зверева Н. И. Общее дело. Государство допустит бизнес в социальную сферу // Российская Бизнес-газета: Бизнес и власть. — 2015. — 29 сентября (№ 1017 (38)).
- Зверева Н. И. Строители нового бизнеса // Бизнес России.
- Зверева Н. И. Политические эффекты социального предпринимательства // Известия Саратовского университета. Новая серия. Серия Социология. Политология». — 2014. — С. 111—115.
- Зверева Н. И. Социальное предпринимательство: путь к успеху // Страна и мы вместе. — 2012. — № 3.
- Зверева Н. И.  Постоянная дорога // Ведомости. Форум (Москва). — 2012. — 4 апреля.
- Зверева Н. И. Социальный бизнес набирает обороты. Что ждет его в будущем // Коммерческий директор. — 2012. — № 9 (21).
- Зверева Н. И. О социальном предпринимательстве как источнике финансово-экономической устойчивости российских негосударственных некоммерческих организаций. НКО: законы развития (11 декабря 2012). Дата обращения: 21 декабря 2017.
- Зверева Н. И. Особенности построения систем управления предприятиями социальной направленности // Материалы II Международного Конгресса по контроллингу  / под науч. ред. С. Г. Фалько. — М.: НП «Объединение контроллеров», 2012. — Вып. 2. — С. 68—74. — ISSN 1998-6157.
- Зверева Н. И.  Социальное предпринимательство: взгляд в будущее // Социальное партнерство и развитие институтов гражданского общества в регионах и муниципалитетах. Практика межсекторного взаимодействия : Практическое пособие  / под ред. А. Е. Шадрина. — М.: Агентство социальной информации, 2010. — С. 108—120. — ISBN 5-901737-19-9.
- Зверева Н. И. Наше будущее — социальное предпринимательство // Общественный совет. Спецвыпуск. — 2009. — № 6.
- Зверева Н. И. Шанс на достойную жизнь // Наша жизнь. Ежемесячный журнал ВОС. — № 5.
- Зверева Н. И. Суть дела. Есть другая экосистема // Ведомости.ru (Москва). — 2011. — 6 апреля.

## Видео
- Совет директоров — Наталия Зверева / ПРО БИЗНЕС ТВ (11 декабря 2013) на YouTube
- Социальная среда: Наталия Зверева, директор Фонда «Наше будущее» / Радио Mediametrics (30 ноября 2016) на YouTube